# Résolution 339 du Conseil de sécurité des Nations unies
Membres permanents
- Chine
- États-Unis
- France
- Royaume-Uni
- URSS

Membres non permanents
- Australie
- Autriche
- Guinée
- Indonésie
- Inde
- Kenya
- Panama
- Pérou
- Soudan
- Yougoslavie

Résolution no 338 Résolution no 340
La résolution 339 du Conseil de sécurité des Nations unies est adoptée à 14 voix contre zéro lors de la 1 748e séance du Conseil de sécurité des Nations unies le 23 octobre 1973, afin d'obtenir un cessez-le-feu dans la guerre du Yom Kippour où la résolution 338, deux jours auparavant, avait échoué.
La résolution réaffirmait principalement les termes de la résolution 338 (elle-même basée sur la résolution 242), en ramenant les forces des deux camps à la position qu'elles occupaient lorsque le cessez-le-feu (338) est entré en vigueur, et une demande du secrétaire général des Nations unies de prendre des mesures en vue du placement d'observateurs pour superviser le cessez-le-feu.
La résolution a été adoptée par 14 voix contre zéro ; la république populaire de Chine n'a pas participé au vote.

### Sources
- (en) Cet article est partiellement ou en totalité issu de l’article de Wikipédia en anglais intitulé « United Nations Security Council Resolution 339 » (voir la liste des auteurs).

### Texte
- Résolution 339 sur fr.wikisource.org
- Résolution 339 sur en.wikisource.org